# Карпенко, Борис Иванович
Борис Иванович Карпенко (23 июня 1892, Курская губерния, Российская империя — 23 июля 1976, Ленинград, СССР) — инженер-экономист, статистик, математик, рационализатор, изобретатель. Доктор экономических наук, профессор, заведующий кафедрами Ленинградского университета, Ленинградского политехнического института, Ленинградского педагогического института, Куйбышевского индустриального института, продолжатель научной деятельности своих учителей — выдающихся русских статистиков А. А. Чупрова и Н. С. Четверякова, автор сотен научных трудов, фундаментальной монографии по математической статистике, писатель, переводчик.

## Биография
Родился 23 июня 1892 года в Курской губернии в крестьянской семье. В 1911 году окончил курскую гимназию и поступил на экономическое отделение Санкт-Петербургского политехнического института. С 1914 года участник нелегального студенческого кружка социал-революционеров. В 1915 году арестован, после освобождения работал статистиком Министерства земледелия в Семиреченской области. В 1919 году в Петроградском политехническом институте защитил дипломную работу, подготовленную ещё до революции, оставлен в вузе для научной и преподавательской работы.
В марте 1921 года арестован уже Советской властью, к концу года освобожден. Преподаватель курса статистики в ППИ, одновременно с 1924 года доцент Ленинградского университета.
Второй раз арестован в 1935 году. По ходатайству Областного бюро Союза научных работников освобожден и восстановлен на работе. Выполнил значительный объём работ по статистических исследований и в марте 1937 года Б. И. Карпенко без защиты диссертации была присвоена степень кандидата экономических наук. 25.08.1938 года Борис Иванович Карпенко был арестован в третий раз и по ст. 58-10,11 приговорен к5 годам ИТЛ. Наказание отбывал в Онеглаг (станция Плесецкая, Архангельская область). Автор рациональной системы учёта лесозаготовок, зарегистрированной в ГУЛАГе как изобретение. После освобождения в 1943 году жил в Бугуруслане. Приглашен на должность профессора и завкафедрой в Куйбышевский индустриальный институт. В 1949 году вновь арестован (в четвёртый раз) по обвинению в антисоветской агитации и приговорен к 10 годам. В заключении в Коми АССР. 4.08.1955 года освобожден и полностью реабилитирован. По ходатайству академиков В. С. Немчинова и С. Г. Струмилина утвержден в ученом звании доцента. В июне 1968 года после защиты докторской диссертации избран профессором кафедры «Автоматизация управления производства». На этой должности работал до конца жизни.
Под его руководством защищены десятки кандидатских и докторских диссертаций. Является автором сотен научных трудов, в том числе трех монографий по математической статистике, а также художественных произведений — повести о выдающемся русском статистике своем учителя А. А. Чупрове и соавтором романа о жизни заключенных в лагере и на поселении.

## Основные труды
- Курс математический статистики для ВТУЗов. — Л., 1938.
- Развитие идей и категорий математической статистики. — М. : Наука, 1979. — 376 с.
- Финансовая статистика. Статистика налогов и бюджетов.
- Жизнь и деятельность А. А. Чупрова // Учёные записки по статистике. — 1957. — Т. 3.
- Роман о жизни заключенных в лагере и на поселении (с группой авторов)

### Переводы
- Мот, Жюль. Статистические предвидения и решения на предприятии. / Под общ. ред. Г. А. Фреймана и Б. Н. Михалевского. Предисл. акад. Б. В. Гнеденко. — М. : Прогресс, 1966. — 512 с. : черт.